# José María Guzmán (militar)
José María Guzmán (La Plata, 11 de enero de 1911-Buenos Aires, 4 de septiembre de 2007) fue un militar argentino, perteneciente a la Armada, que alcanzó el grado de contraalmirante.
Se desempeñó como gobernador marítimo de Tierra del Fuego entre 1955 y 1957, y luego como gobernador del Territorio Nacional de la Tierra del Fuego, Antártida e Islas del Atlántico Sur entre 1966 y 1969, por designación del presidente de facto Juan Carlos Onganía.

## Biografía

### Carrera militar
Nació en enero de 1911 en La Plata (provincia de Buenos Aires). Ingresó a la Armada Argentina en 1927, como parte de la promoción 60, egresando de la Escuela Naval Militar en 1934. Luego asistió a la Escuela de Aplicación para Oficiales y a la Escuela de Guerra Naval.
A lo largo de su carrera militar, prestó servicios en numerosos buques, en la Dirección General de Personal Naval, en la Base Naval Puerto Belgrano,
en el Estado Mayor General de la Armada, en la Dirección General Naval, en el Arsenal Naval Buenos Aires y la Dirección de Material Naval, entre otros.
Entre enero de 1954 y noviembre de 1955, fue secretario de la Gobernación Marítima de Tierra del Fuego. También fue comandante del sector sur de la Zona Naval Marítima, con el grado de capitán de navío. Tras el golpe de Estado de septiembre de 1955 de la autodenominada Revolución Libertadora, adhirió a la misma y de facto se hizo cargo del gobierno territorial y restauró el vigor del estatuto de la Gobernación Marítima, a pesar de que un tiempo antes ya se había aprobado el proyecto de provincia de Patagonia, que unificaba Tierra del Fuego y el Territorio Nacional de Santa Cruz. Guzmán designó jefes militares en Ushuaia y Río Grande y estableció la jurisdicción militar a través del juzgado asentado en la Base Naval Ushuaia. El gobierno de facto de Pedro Eugenio Aramburu designó un interventor en la provincia de Patagonia, y en 1957 constituyó el Territorio Nacional de Tierra del Fuego, Antártida e Islas del Atlántico Sur.
En 1955, recibió la Medalla de Servicios Distinguidos de Brasil. En 1958, dirigió el Servicio de Hidrografía Naval. En diciembre de 1958, fue ascendido al grado de contraalmirante y pasó a retiro en 1962, siendo vocal del Consejo Supremo de las Fuerzas Armadas.

### Gobernador de Tierra del Fuego (1966-1969)
Entre julio de 1966 y agosto de 1969, se desempeñó como gobernador de facto del Territorio Nacional de la Tierra del Fuego, Antártida e Islas del Atlántico Sur. Durante su gestión, en materia de obra pública impulsó la construcción de pistas de hormigón y una terminal en el Aeropuerto de Río Grande, complejos habitacionales y albergues estudiantiles en Río Pipo y Monte Olivia. Además, se inauguraron los primeros canales de televisión local (Canal 11 de Ushuaia y Canal 13 de Río Grande) y se creó la aviación territorial.
Siendo gobernador fueguino, el 28 de septiembre de 1966 viajaba circunstancialmente a bordo de un DC-4 de Aerolíneas Argentinas desde Buenos Aires hacia Ushuaia, cuando el avión fue secuestrado y llevado a Puerto Stanley en las islas Malvinas. Se trataba de un grupo de militantes peronistas y nacionalistas que habían organizado el Operativo Cóndor para desviar el vuelo y aterrizar en Malvinas con el fin de reclamar la soberanía argentina de dicho archipiélago. El grupo intentó darle la autoridad del territorio a Guzmán, pero éste lo rechazó, rechazando también cantar el himno nacional argentino. Se comunicó con el gobierno continental y acusó al grupo de «bandidos y delincuentes». Abandonó el avión y fue alojado en la casa del presidente de la Falkland Islands Company. Posteriormente, Dardo Cabo (a cargo del operativo) le entregó personalmente las siete banderas argentinas desplegadas en Malvinas.

### Fallecimiento
Falleció en Buenos Aires en septiembre de 2007.